# Libia Włoska
Libia Włoska (wł. Libia Italiana) – kolonia włoska istniejąca w latach 1934–1943 na terenie obecnej Republiki Libii.

## Historia

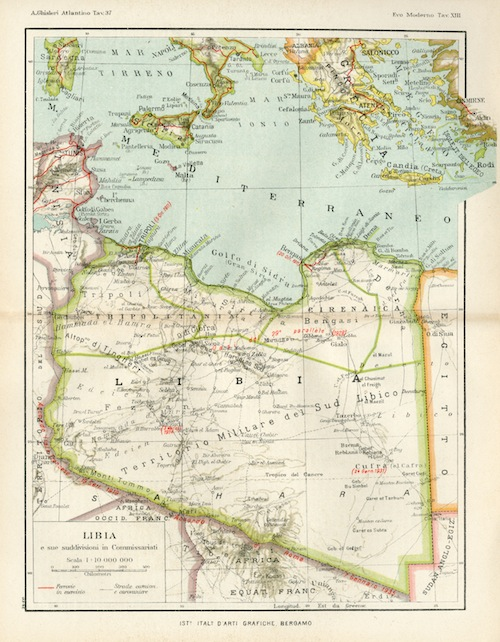
Mapa polityczna Libii Włoskiej z 1938 roku

W wyniku wojny włosko-tureckiej (1911-1912) terytoria obecnej Libii przeszły pod panowanie Włoch, które utworzyły na jej terenie kolonię, Włoską Afrykę Północną. W 1927 roku wydzielono z niej Cyrenajkę i Trypolitanię, zaś 1 stycznia 1934 roku Włochy dekretem królewskim utworzyły z tych terytoriów nową kolonię – Libię Włoską. Włosi osiedlali w Libii osadników oraz prowadzili italianizację miejscowej ludności.
Po zajęciu przez Włochy Trypolisu w 1911 roku w kraju wybuchło powstanie kierowane przez bohatera narodowego Libii Umara al-Muchtara. Do zdławienia powstania premier Włoch Benito Mussolini skierował Rodolfa Grazianiego, który kierował w Libii siłami zbrojnymi. Walki partyzanckie koncentrujące się głównie w rejonie Gór Zielonych (Al-Dżabal al-Achdar) w Cyrenajce trwały do roku 1935. W celu zdławieniu powstania Włosi utworzyli w Libii obozy koncentracyjne, w których przetrzymywano łącznie 125 000 osób, głównie mężczyzn mogących stanowić kadrę partyzantki. Pomimo sytuacji w kraju, kontynuowana była polityka osadnictwa i w latach 40. XX wieku w Libii mieszkało już około 110 tysięcy Włochów, którzy stanowili 12% ogółu ludności.

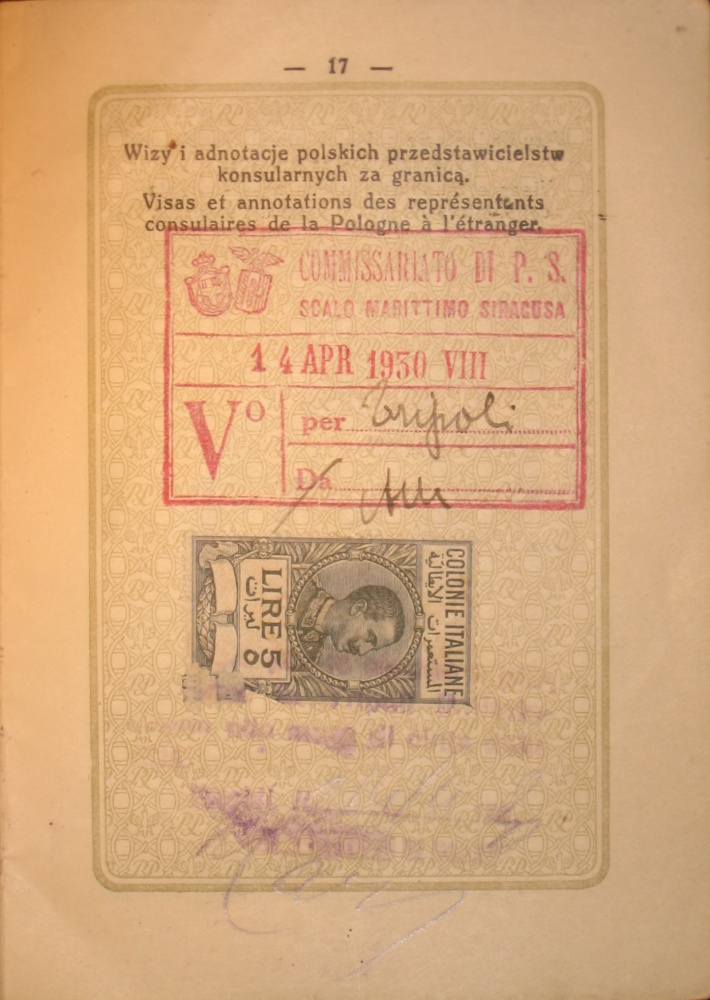
Paszport obywatela polskiego z roku 1930 – strona z wizą (wydaną w Syrakuzach, Sycylia) i stemplem kontroli granicznej kolonialnych władz Włoch w Trypolisie (Libia, w 1930 Trypolitania).

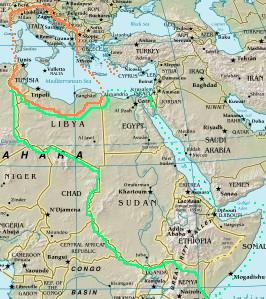
Plany Mussoliniego odnośnie do Afryki po wygranej wojnie. Linią zieloną zaznaczono terytoria, które miały być włoskimi koloniami, pomarańczową planowane granice Wielkich Włoch.

W czasie II wojny światowej Libia stała się miejscem walk między wojskami alianckimi i Państw Osi. Uczestniczyli w nich również Polacy (m.in. pod Tobrukiem). Po zakończeniu wojny Włochy zrzekły się praw do Libii, która początkowo przeszła pod zarząd brytyjski (Trypolitania i Cyrenajka) oraz francuski (Fazzan). 24 grudnia 1951 roku na mocy decyzji podjętej na wcześniejszej IV Sesji Zgromadzenia Ogólnego ONZ Libia stała się państwem niepodległym. Jego pierwszym władcą został król Muhammad Idris al-Mahdi.

## Demografia
| Rok  | Włosi   | Udział | Populacja | Źródło                                                 |
| ---- | ------- | ------ | --------- | ------------------------------------------------------ |
| 1936 | 112.600 | 13,26% | 848.600   | Enciclopedia Geografica Mondiale K-Z, De Agostini,1996 |
| 1939 | 108.419 | 12,37% | 876.563   | Guida Breve d’Italia Vol. III, C.T.I., 1939            |
| 1962 | 35.000  | 2,1%   | 1.681.739 | Enciclopedia Motta, Vol. VIII, Motta Editore, 1969     |
| 1982 | 1.500   | 0,05%  | 2.856.000 | Atlante Geografico Universale, Fabbri Editori, 1988    |
| 2004 | 22.530  | 0,4%   | 5.631.585 | L’Aménagement Linguistique dans le Monde               |

## Znanilibijscy Włosi

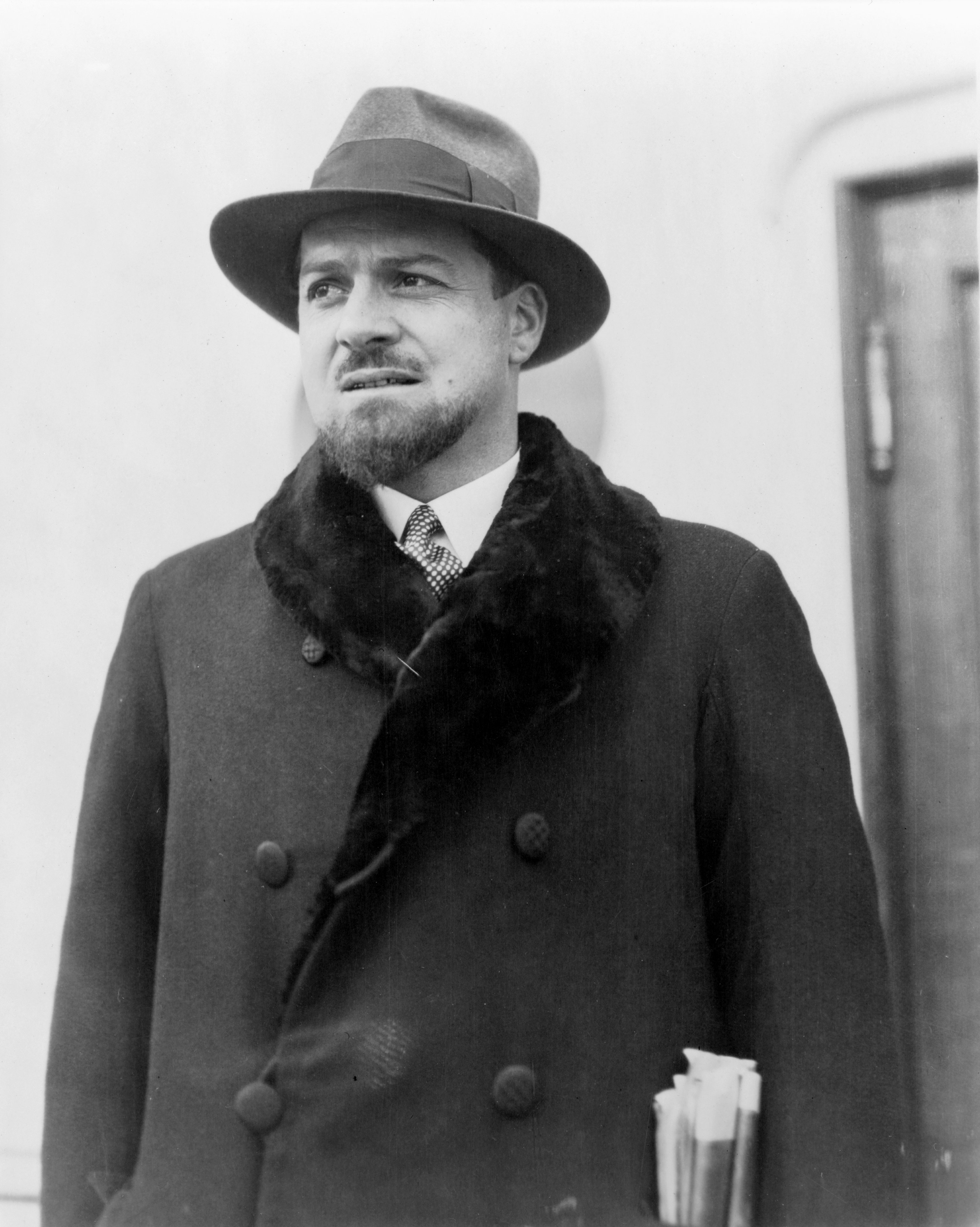
Italo Balbo, gubernator Libii

- Franco Califano (ur. 1938), piosenkarz
- Emanuele Caracciolo (1912-1944), filmowiec
- Claudio Gentile (ur. 1953), piłkarz i trener
- Victor Magiar (ur. 1957), pisarz
- Miriam Meghnagi, piosenkarz
- Herbert Pagani (1944-1988), piosenkarz
- Gianni Pilo (ur. 1939), pisarz
- Rossana Podestà (ur. 1934), aktorka
- Valeria Rossi (ur. 1973), piosenkarz
- Gabriele de Paolis (1924-1984), generał